# Aigua pesant
L'aigua pesant és el nom comú de l'òxid de dideuteri, de fórmula 2H2O, aigua en la qual els àtoms d'hidrogen són ambdós de deuteri, l'isòtop 2H o D. La seva fórmula química sovint s'escriu D2O, però no és aconsellada per la IUPAC. En l'àmbit de l'energia nuclear, se sol anomenar aigua lleugera a l'aigua no enriquida amb isòtops de deuteri, H2O, per a distingir-la de l'aigua pesant, D2O. Majoritàriament l'aigua pesant es fa servir com a moderador de neutrons en els reactors nuclears d'aigua pesant pressuritzada (PHWR). També s'empra en alguns grans experiments per a la detecció de neutrins solars.

## Història
El químic estatunidenc Harold Urey (1893-1981) i el seu equip descobriren el deuteri D o 2H el 1931. El mentor d'Urey, Gilbert Newton Lewis (1875-1946), aïllà la primera mostra d'òxid de dideuteri pur D2O per electròlisi en 1933. El químic hongarès George de Hevesy (1885-1966) i Erich Hofer l'empraren el 1934 en un dels primers experiments de traçadors biològics, per estimar la taxa de recanvi d'aigua en el cos humà. L'enginyer químic romanès Emilian Bratu (1904-1991) i el químic austríac Otto Redlich (1896-1978) estudiaren l'autoionització de l'òxid de diteuteri en 1934.

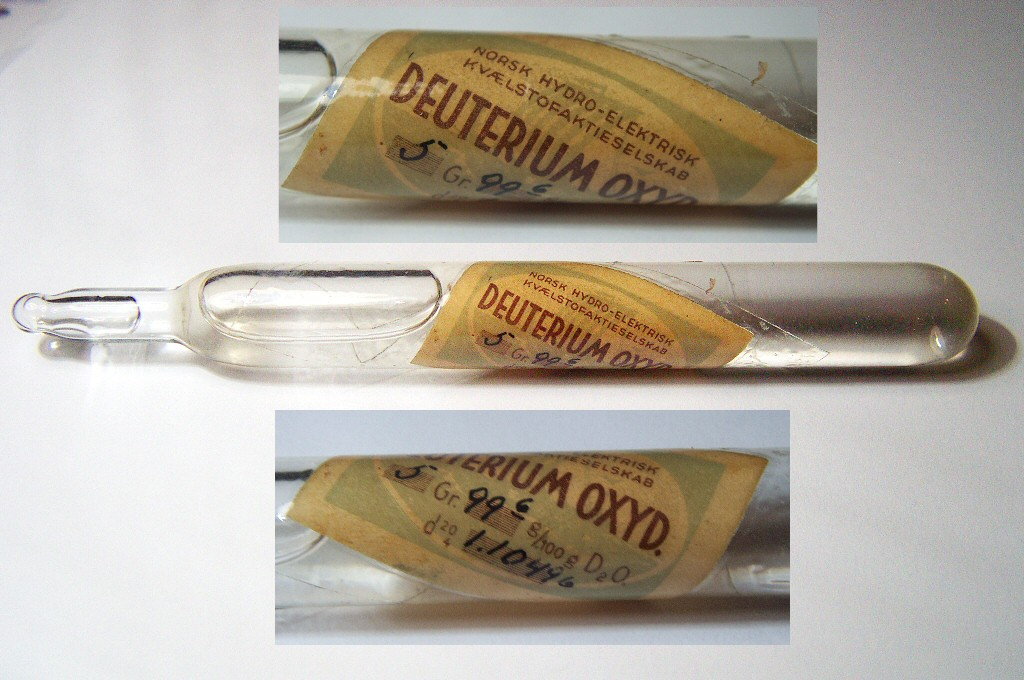
Una mostra d'aigua pesant produïda per l'empresa noruega Norsk Hydro.

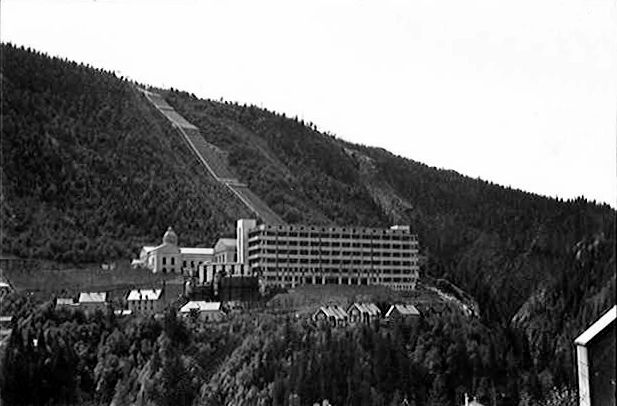
Planta hidroelèctrica de Vemork el 1935.

Des de finals dels anys trenta i durant la Segona Guerra Mundial es realitzaren grans avenços en la producció i ús de l'òxid de diteuteri, o aigua pesant, en gran quantitat en els primers experiments nuclears, molts dels quals es mantengueren en secret a causa de la importància militar. El 1934, l'empresa noruega Norsk Hydro construí la primera planta de producció industrial d'aigua pesant Vemork, a Tinn, Noruega, produint 4 quilograms per dia. Des de 1940 i durant la Segona Guerra Mundial, la planta fou controlada per l'Alemanya nazi. El 1943, mitjançant l'operació Gunnerside, els noruecs la destruïren parcialment. Els atacs aeris de 1943 van portar el govern nazi a traslladar tota l'aigua pesant a Alemanya, una operació frustrada el 1944 per un partisà noruec. Al mateix temps, als Estats Units, el Projecte Manhattan construí tres plantes d'aigua pesant i se'n compraren altres quantitats al Canadà. Les plantes estatunidenques es tancaren el 1945 i es construïren noves plantes Indiana el 1945, i a Carolina del Sud, el 1952 que produïen aigua pesant pel procés de reacció química. El Canadà construí i operà una planta d'aigua pesant electrolítica a Trail, Colúmbia Britànica el 1943. El projecte Atomic Energy of Canada Limited (AECL) construí a Ontario una fàbrica amb una capacitat efectiva màxima de 1 600 tones anuals. Ontario Hydro construí quatre plantes que tancaren el 1997. Suècia produí 2 300 litres anuals d'aigua pesant de la Segona Guerra Mundial, que després exportà a Alemanya i al projecte Manhattan dels EUA.
A la Unió Soviètica, el 1943 només hi havia 2-3 kg d'aigua pesant a tot el país, i se n'importà dels EUA 1 kg més el 1939 i 100 kg el febrer de 1945. Després de la Segona Guerra Mundial, científics alemanys deportats a la Unió Soviètica des d'Alemanya, com Karl Hermann Geib (1908-1949), l'inventor del procés de sulfur de Girdler, construïren una planta amb la qual produïren grans quantitats d'aigua pesant fins al 1948.
França tenia una petita planta d'aigua pesant als anys 50 i 60. Israel opera un reactor d'aigua pesant comprat a Noruega el 1959. Des de 1996, s'ha construït una planta de producció d'aigua pesant a l'Iran a Khondab, prop d'Arak, ampliada el 2006, i exporta l'excés de producció. L'Argentina utilitza una planta d'intercanvi d'amoníac/hidrogen d'unes 180 tones a l'any. A l'Índia, l'aigua pesant produïda s'exporta a països com la República de Corea, la Xina i els Estats Units. Al Pakistan hi ha un reactor de recerca d'aigua pesant d'urani natural de 50 MWth a Khushab, a la província de Panjab, per a la producció de plutoni, deuteri i triti.

## Propietats
| Propietat                                           | D2O    | H2O    |
| --------------------------------------------------- | ------ | ------ |
| Temperatura de fusió (a pressió atmosfèrica, °C)    | 3,81   | 0,0    |
| Temperatura d'ebullició (a pressió atmosfèrica, °C) | 101,4  | 100,0  |
| Densitat (a 20 °C, g/cm³)                           | 1,1053 | 0,9982 |
| Temperatura de màxima densitat (°C)                 | 11,2   | 4,0    |
| Viscositat (a 20 °C, centipoise)                    | 1,25   | 1,005  |
| Tensió superficial (a 25 °C, dyn•cm)                | 71,93  | 71,97  |
| Entalpia de fusió (cal/mol)                         | 1,515  | 1,436  |
| Entalpia d'ebullició (cal/mol)                      | 10,864 | 10,515 |
| pH (a 25 °C)                                        | 7,41   | 7,00   |
| pKw (a 25 °C)                                       | 14,951 | 13,995 |

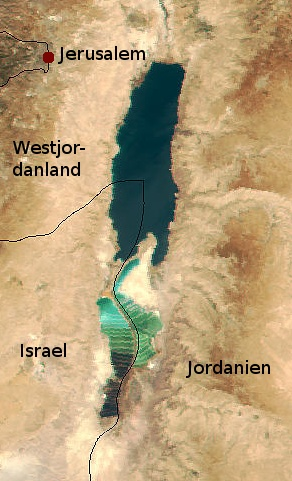
La mar Morta fotografiada des d'un satèl·lit.

La presència d'àtoms de deuteri a la molècula d'aigua fa que aquesta sigui més densa, d'aquí el nom «pesant». A més, també varien altres propietats físiques i químiques respecte al proti, l'isòtop més freqüent de l'hidrogen i que, per tant, forma la majoria de les molècules d'aigua corrent.
Atès que el punt d'ebullició de D2O és de 101,4 °C, en comparació amb 100,0 °C per a H2O, l'evaporació augmentà la concentració de deuteri en una mostra d'aigua mitjançant l'eliminació selectiva de l'aigua lleugera més volàtil, H2O. Així, les masses d'aigua que no tenen sortida als oceans, com el Gran Llac Salat a Utah, EUA i la mar Morta al Vall del Jordà, que mantenen el seu nivell únicament per evaporació, tenen concentracions significativament més altes d'aigua deuterada que els llacs o l'aigua de mar amb almenys una sortida.
L'aigua pesant és un 10,6 % més densa que l'aigua normal (1,1056 g/cm³ enfront de 0,9982 g/cm³ a 20 °C), una diferència no immediatament òbvia, ja que d'altra manera són físicament i químicament similars. La diferència es pot observar congelant una mostra d'aigua deuterada i deixant-la caure a l'aigua normal, on s'enfonsa. Pel que fa al gust i l'olfacte, les rates que van triar entre aigua normal destil·lada i aigua pesant van evitar l'aigua pesant, en funció de l'olor, i pot ser que també detectessin un gust diferent.
La diferència de massa augmenta la força dels enllaços hidrogen-oxigen de l'aigua, i això al seu torn és suficient per provocar diferències que són importants per a algunes reaccions bioquímiques. El cos humà conté naturalment deuteri equivalent a uns cinc grams d'aigua pesant, que és inofensiva. Quan una gran fracció d'aigua (> 50 %) en organismes superiors se substitueix per aigua pesant, el resultat és la disfunció cel·lular i la mort.
A l'aigua normal, aproximadament 1 molècula de cada 3 200 és HDO (un hidrogen de cada 6 400 té forma de D) i les molècules d'òxid de dideuteri només es troben en una proporció d'aproximadament 1 molècula de cada 41 milions (és a dir, una de cada 6 4002). Així, les molècules d'aigua semipesants són molt més comunes que les molècules d'aigua pesant «pures» (homoisotòpiques).
Una altra propietat és la constant d'autoprotòlisi, corresponent a la reacció:
{\displaystyle {\ce {D2O + D2O <=> D3O+ + OD-}}}que per a l'aigua a 25 °C val pKw = 13,995 i per a l'òxid de dideuteri és pKw = 14,951, la qual cosa indica que l'òxid de dideuteri està menys ionitzat que l'aigua normal.

## Producció
L'aigua pesant es pot produir mitjançant l'intercanvi químic de sulfur d'hidrogen-aigua, destil·lació d'aigua o electròlisi.

### Intercanvi sulfur d'hidrogen-aigua
En el procés de Girdler s'empra una barreja de sulfur d'hidrogen H2S i aigua en equilibri químic, on la concentració de deuteri a l'aigua és més gran que la concentració en H2S. La diferència en aquestes concentracions depèn de la temperatura de la mescla. A la pràctica, el vapor d'aigua i el sulfur d'hidrogen es fan fluir en direccions oposades a dues temperatures diferents. El deuteri es transfereix del gas a l'aigua a la secció freda. El gas esgotat es fa recircular a la secció calenta, on el deuteri es transfereix de nou al gas des de l'aigua. Diverses etapes d'aquest procés permeten enriquiments de deuteri de fins a un 20-30 %. La reacció té una constant d'equilibri K = 2,37 a 25 °C i K = 1,84 a 128 °C:
{\displaystyle {\ce {H2O + HDS <=> HDO + H2S}}}

Així, a 32 °C, l'equilibri afavoreix la concentració de deuteri a l'aigua. Tanmateix, al voltant dels 130 °C, l'equilibri és ara relativament més favorable a la concentració de deuteri en el sulfur d'hidrogen. En altres paraules, la concentració d'HDO en H2O és més gran que la concentració d'HDS en H2S, però la concentració relativa d'HDS en H2S augmenta amb l'augment de la temperatura, fent possible separar D de H.

Esquema del procés de Girdler del sulfur d'hidrogen.

En la primera etapa, el gas s'enriqueix des del 0,015 % de deuteri fins al 0,07 %. La segona columna l'enriqueix al 0,35 %, i la tercera columna aconsegueix un enriquiment entre el 10 % i el 30 % d'òxid de dideuteri, D2O. Un enriquiment addicional a l'aigua pesant «de grau reactor» (> 99% D2O) encara requereix destil·lació o electròlisi. La producció d'un sol litre d'aigua pesant requereix ~340 000 litres d'aigua d'alimentació.

### Destil·lació fraccionada
Les molècules d'aigua que contenen àtoms de deuteri es vaporitzen a una temperatura més alta que les que no tenen deuteri, de manera que el punt d'ebullició de l'aigua pesant (101,4 °C) és lleugerament superior al de l'aigua normal (100 °C). Com a resultat, el vapor d'aigua per sobre d'una barreja d'aigua normal i pesant s'empobrirà lleugerament en D2O, mentre que el líquid s'enriquirà lleugerament. L'enriquiment resulta de l'ebullició en etapes successives i l'eliminació a cada etapa del vapor que conté l'aigua normal.

### Electròlisi
L'aigua que conté hidrogen normal es dissocia més fàcilment en hidrogen i oxigen mitjançant un corrent elèctric que l'aigua que conté deuteri. Això permet separar els isòtops. La planta d'aigua pesant del riu Savannah als EUA utilitzà el procés d'intercanvi d'aigua-sulfur d'hidrogen per enriquir parcialment l'aigua pesant. L'aigua pesant es concentrava més per destil·lació fraccionada i després per electròlisi. La unitat de reelaboració del moderador a SRS feu ús de la destil·lació fraccionada per tornar a enriquir el moderador del reactor que s'havia esgotat en deuteri.

## Aplicacions

### Moderador de neutrons en reactors nuclears

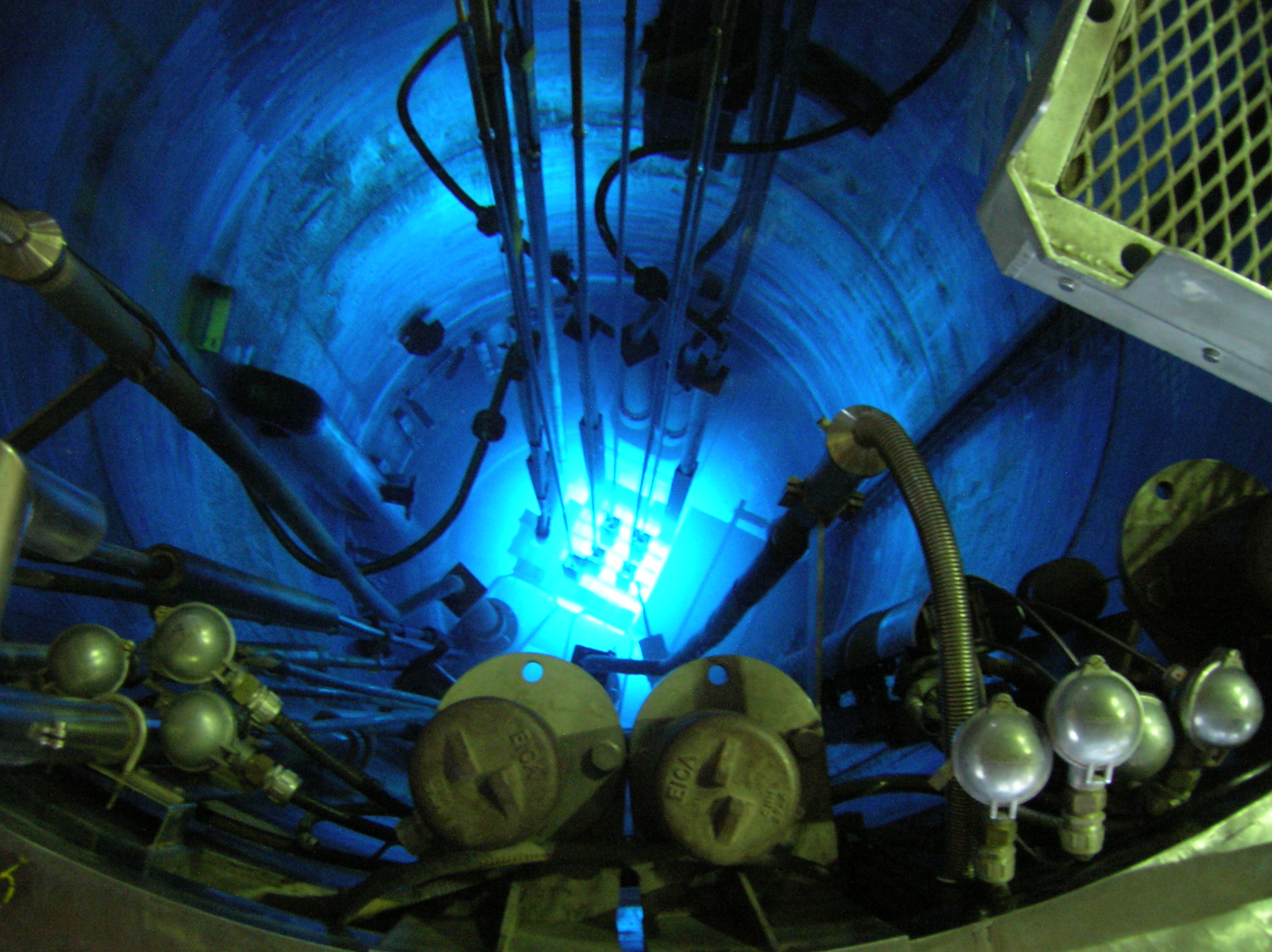
Reactor nuclear experimental argentí on s'observa el color blau de la radiació de Txerenkov.

L'òxid de dideuteri s'utilitza majoritàriament com a moderador de neutrons als reactors nuclears de fissió per tal de frenar els neutrons ràpids que es produeixen en les fissions nuclears i convertir-los en neutrons tèrmics (lents) capaços de provocar noves fissions. El millor moderador és l’aigua pesant, però també és el més car. Altres materials utilitzats com a moderadors són l’aigua, el grafit, el beril·li pur i l’òxid de beri·li.

### Detecció de neutrins
L'aigua pesant s'empra en detectors de neutrins. A l'observatori Subdury Neutrinos Observatory (SNO) els detectors es troben a 2 072 m de profunditat a la mina Creighton de la International Nickel Co., prop de Sudbury, Ontario, Canadà. 4,4 milions de kilograms d'òxid de dideuteri s'utilitzen a l'SNO.L'aigua pesant està continguda en un recipient acrílic de 12 m de diàmetre a la mateixa profunditat. Els neutrins reaccionen amb els deuteris {\displaystyle {\ce {d}}} de l'aigua pesant, o amb els electron {\displaystyle {\ce {e-}}}, i produixen radiació de Txerenkov (llum, habitualment blavosa, emesa per una partícula carregada que es desplaça dins un medi amb una velocitat superior a la velocitat de la llum dins d'aquest medi). A continuació, aquesta radiació es detecta amb 9 600 tubs fotomultiplicadors que envolten el recipient. El laboratori del detector està extremadament net per reduir la radiació de fons, que d'altra manera amaga els senyals molt febles dels neutrins. Aquest observatori està agafant dades per proporcionar una nova visió revolucionària de les propietats dels neutrins i del nucli del sol. Les reaccions que es produeixen són:
{\displaystyle {\ce {\nu_{e}+ d -> p + p + e-}}}{\displaystyle {\ce {\nu_{x}+ d -> p + n + \nu_{x}}}}{\displaystyle {\ce {\nu_{e}+ e- -> \nu_{e}+ e-}}}on {\displaystyle \nu _{e}} és el neutrí electrònic i {\displaystyle \nu _{x}} és qualsevol tipus de neutrí.

### Medicina
L'aigua pesant és un agent de contrast ideal per a l'activitat metabòlica i es pot adaptar a una àmplia gamma de sistemes biològics a causa de la seva no invasivitat, aplicabilitat universal i rendibilitat. Com a nou tipus de sonda, l'isòtop pesant de l'aigua s'ha utilitzat àmpliament en l'estudi del desenvolupament cel·lular, el metabolisme, l'homeòstasi dels teixits, l'envelliment i l'heterogeneïtat del tumors.